# Anastase Murekezi
Anastase Murekezi (Nyaruguru, 15 de junho de 1952) é um político ruandês.
Em 23 de julho de 2014, ele foi nomeado pelo presidente Paul Kagame como o primeiro-ministro de Ruanda, mantendo-se no cargo até 30 de agosto de 2017. Anteriormente, foi o ministro da Função Pública e do Trabalho.